# Episodi di Distretto di Polizia (quinta stagione)
La quinta stagione della serie televisiva italiana Distretto di Polizia, formata da 26 episodi, è andata in onda in prima
serata su Canale 5, dal 27 settembre al 22 novembre 2005.
| nº | Titolo                 | Prima TV          |
| -- | ---------------------- | ----------------- |
| 1  | L'angelo custode       | 27 settembre 2005 |
| 2  | Tradimenti             | 27 settembre 2005 |
| 3  | Doppio inganno         | 4 ottobre 2005    |
| 4  | Verità nascoste        | 4 ottobre 2005    |
| 5  | Padri e figli          | 10 ottobre 2005   |
| 6  | Indagine al distretto  | 10 ottobre 2005   |
| 7  | Carcere speciale       | 11 ottobre 2005   |
| 8  | L'usuraio              | 11 ottobre 2005   |
| 9  | L'amico del cuore      | 17 ottobre 2005   |
| 10 | Cattiva reputazione    | 17 ottobre 2005   |
| 11 | La legge del cuore     | 18 ottobre 2005   |
| 12 | Cattivi maestri        | 18 ottobre 2005   |
| 13 | Turno di notte         | 24 ottobre 2005   |
| 14 | Baby gang              | 24 ottobre 2005   |
| 15 | Ritorno a casa         | 25 ottobre 2005   |
| 16 | Doppia verità          | 25 ottobre 2005   |
| 17 | Fuga disperata         | 31 ottobre 2005   |
| 18 | I fantasmi del passato | 31 ottobre 2005   |
| 19 | Chicco e Spillo        | 1º novembre 2005  |
| 20 | Il giustiziere         | 1º novembre 2005  |
| 21 | Il prezzo di una vita  | 8 novembre 2005   |
| 22 | Il quarto uomo         | 8 novembre 2005   |
| 23 | Caccia alla talpa      | 15 novembre 2005  |
| 24 | Morte al distretto     | 15 novembre 2005  |
| 25 | Occhio per occhio      | 22 novembre 2005  |
| 26 | La scelta              | 22 novembre 2005  |

## L'angelo custode
- Diretto da: Lucio Gaudino
- Scritto da: Paolo Marchesini

### Trama
Il giorno del suo trentesimo compleanno Giulia si ritrova ad affrontare l'ennesimo caso difficile: tre pregiudicati per rapina a mano armata stanno preparando un grosso colpo. A scoprirli sarà la stradale, durante un normale controllo, in cui due poliziotti verranno uccisi. Determinante per le indagini l'intervento dell'affascinante commissario Turchi, da tempo sulle tracce dei tre malviventi. Giulia riesce a rintracciare l'obiettivo della rapina: un furgone portavalori della Guardia di Finanza che segue un percorso segreto noto solo a pochi funzionari del Ministero. Giulia e i suoi uomini catturano il trio. Un quarto uomo, ferito, riesce a fuggire, ma poco dopo viene ucciso da Turchi. Il criminale risulta inspiegabilmente assolto all'ultimo processo per l'intervento di un testimone chiave, che secondo Giulia è la talpa del Ministero, ovvero la persona che ha fornito ai malviventi il percorso segreto del portavalori. Indagando nell'archivio, Giulia scoprirà che la talpa è proprio Turchi; quest'ultimo tenterà di ucciderla prima di essere a sua volta ucciso da Roberto. Giulia sopravvive per miracolo, felice di stringere fra le braccia il figlio di sua sorella Sabina, nato il giorno stesso, dopo che la ragazza era stata portata d'urgenza in ospedale da un uomo al volante di un'auto coinvolta in un incidente provocato dall'auto guidata da Sabina. 
- Guest star: Bruno Conti (se stesso).
- Altri interpreti: Giovanni Guidelli (commissario Turchi), Mario Opinato (Gaetano Nazzari), Paolo Ricca (Monaco), Andrea Bruschi (Dario Moreni).
- Ascolti Italia: telespettatori 5 947 000[1]

## Tradimenti
- Diretto da: Lucio Gaudino
- Scritto da: Paolo Marchesini

### Trama
Appena guarita dalla grave ferita infertale da Turchi, Giulia torna al X Tuscolano. Mauro e Roberto stanno indagando su una giovane senza identità investita la notte precedente e tenuta in coma farmacologico. I due ritrovano la sua macchina e da lì scoprono che è la moglie di un designer di gioielli. Una volta nel suo magazzino si trovano di fronte al cadavere dell'artista, Guido, ucciso da una pugnalata al cuore. Si sospetta quindi della moglie Flavia Palmieri la quale in ospedale dice di non ricordare nulla. Ingargiola e Vittoria indagano sul caso di truffatori di banconote. Mauro comincia a dubitare che Germana lo tradisca dato che la donna gli sfugge sempre ultimamente, conferma data dal fatto che Ingargiola e Ugo vedono la donna in compagnia di un uomo accingersi ad andare in un albergo assieme.
- Altri interpreti: Lorenzo Alessandri (Antonio Vaccari).
- Ascolti Italia: telespettatori 5 605 000[1]

## Doppio inganno
- Diretto da: Lucio Gaudino
- Scritto da: Stefano Bises

### Trama
L'uomo che ha salvato Sabina portandola in ospedale per il parto d'urgenza si presenta a casa delle sorelle Corsi per un saluto: Giulia lo ringrazia, Sabina lo invita al battesimo di Paolo. Mauro e Roberto inseguono due rapinatori che hanno appena svaligiato una gioielleria: i fuggitivi investono un anziano, obbligando gli agenti a fermarsi. Da un'immagine ripresa dalla videocamera della gioielleria, Anna (Giulia Bevilacqua), il nuovo agente scelto, scopre sul polso del malvivente una scarificazione. Mauro e Roberto notano un segno identico sulla foto in un negozio di tatuaggi della zona: l'uomo fotografato è un pregiudicato, tale Mottola, che viene subito catturato. L'uomo finge di collaborare recandosi all'appuntamento per la spartizione del bottino col suo complice, ma Luca e Anna scoprono a casa sua il cadavere dell'altro rapinatore, da lui ucciso. Il criminale fugge, ma è rintracciato proprio nel negozio di tatuaggi, dove, complice il gestore, si era rifugiato con la refurtiva. Intanto Roberto e Francesca trovano casa mentre Mauro continua ad avere dei sospetti su Germana che continua ad evitarlo con delle scuse.
- Altri interpreti: Jurij Ferrini (Mottola), Andrea Lolli (Calvi), Franco Filogamo (tatuatore).
- Ascolti Italia: telespettatori 6 026 000[2]

## Verità nascoste
- Diretto da: Lucio Gaudino
- Scritto da: Stefano Bises

### Trama
Una diciassettenne, trovata per strada in stato di choc, è portata al X Tuscolano: Elisa  racconta di essere stata picchiata e violentata a casa di un ragazzo conosciuto la sera prima in discoteca. Quest'ultimo, Matteo Socci, un classico figlio di papà, reagisce con scherno alle accuse della ragazza, negando tutto. Mentre Mauro e Roberto indagano, scoprendo che il portiere dello stabile dove vive il ragazzo è un voyeur che ha filmato lo stupro, manomettendo i nastri del video di sorveglianza che proverebbero la fuga della ragazza, Vittoria ed Ingargiola invece si occupano dello strano caso di una salma rapita con tanto di riscatto pagato dalla ricca vedova italo-americana. Dopo aver incastrato l'addetto delle pompe funebri ideatore della macabra truffa, tutti sono pronti per partecipare al battesimo di Paolo. Manca solo Mauro, in crisi perché pensa di aver scoperto che Germana lo tradisca. Infatti scopre la donna in compagnia dello stesso uomo e nello stesso albergo dove qualche sera prima era stata vista dai suoi colleghi Ingargiola ed Ugo. Mauro dopo l'incontro con la moglie esce dall'albergo infuriato senza che Germana possa dargli qualche spiegazione. La moglie successivamente lo chiama e gli dà un appuntamento presso una villa sul mare. Mauro entra e si sentono degli spari.
- Altri interpreti: Chiara Mastalli (Elisa), Denis Fasolo (Matteo Socci), Paola Tiziana Cruciani (vedova Ferrini), Ottavio Amato (Giorgio Liverani).
- Ascolti Italia: telespettatori 6 042 000[2]

## Padri e figli
- Diretto da: Lucio Gaudino
- Scritto da: Vinicio Canton

### Trama
Mauro si sveglia sulla spiaggia ubriaco, stordito e senza la sua pistola di fronte alla villa dove Germana gli ha dato appuntamento la sera prima, ma all'interno della casa scopre Germana a letto con l'uomo dell'albergo, entrambi in un lago di sangue. Arrivano i Carabinieri del capitano Rea, e poco dopo il commissario Corsi e Roberto; nel Capitano Giulia riconosce l'uomo che aveva salvato Sabina. Mauro segue Germana in ospedale: la donna è gravemente ferita, l'uomo è stato ucciso. Il procuratore Altieri affida il caso a Rea, mentre Giulia consente a Roberto di indagare parallelamente: non sa che quest'ultimo ha ritrovato la pistola di Mauro e l'ha consegnata alla scientifica per rilevare se è l'arma del delitto. Luca e Anna indagano sulla scomparsa di un adolescente il quale scappa di casa sentendosi in colpa per aver causato la morte del fratellino più piccolo, ma arriveranno in tempo assieme a Giulia per salvarlo dal suo tentativo di suicidarsi da un ponte. Roberto scopre che la vittima è un noto broker in borsa di nome Giorgio Liverani e che il suo PC portatile è sparito. L'operazione su Germana riesce, ma lei resta in coma. Mauro non ricorda nulla di quanto accaduto nella villa al mare; nel frattempo sopraggiunge in ospedale il capitano Rea, il quale gli comunica che è ufficialmente incriminato per omicidio di primo grado e tentato omicidio ed interdetto dal GIP di vedere e parlare con la moglie: si tratterebbe di delitto passionale.
- Altri interpreti: Ninni Bruschetta (padre di Giacomo Pellegrini), Ottavio Amato (Giorgio Liverani), Irma Carolina Di Monte (Adele).
- Ascolti Italia: telespettatori 7 698 000[3]

## Indagine al distretto
- Diretto da: Lucio Gaudino
- Scritto da: Vinicio Canton

### Trama
Mentre Anna e Luca indagano sul caso di una ragazza uccisa nella notte da un'auto pirata, Roberto riceve da Boni, il commissario della scientifica, la conferma che la pistola di Mauro ha sparato di recente. Il poliziotto è angosciato dal dubbio: e se il suo migliore amico fosse davvero colpevole? Intanto l'assistente sociale Marina Stopponi vuole che il piccolo Pietro torni in istituto. Mauro cerca di opporsi, ma il bambino è arrabbiato con lui perché gli ha mentito a proposito di Germana. Boni comunica a Roberto che i proiettili trovati sul corpo di Liverani sono compatibili con quelli della pistola di Mauro, quindi è l'arma del delitto; l'arma viene consegnata a Giulia, che la dà subito al capitano Rea, per il quale non ci sono più dubbi sulla colpevolezza di Belli. Dopo un duro confronto con Mauro a proposito di quanto gli ha nascosto, Roberto vede i Carabinieri che portano via il suo amico.
- Altri interpreti: Matteo Taranto (Aldo Landolfi), Maria Grazia Bon (senzatetto), Francesco Siciliano (avvocato di Mauro), Vanni Materassi (nonno di Aldo), Ottavio Amato (Giorgio Liverani), Patrizia Punzo (Marina Stopponi).
- Ascolti Italia: telespettatori 7 602 000[3]

## Carcere speciale
- Diretto da: Lucio Gaudino
- Scritto da: Paolo Marchesini

### Trama
Mauro è detenuto a Forte Boccea, la stampa lo sbatte come un mostro in prima pagina. Roberto continua ad indagare e dal custode della villa viene a sapere che Liverani non aveva la patente: se non è stato lui a guidare la macchina di Germana, l'ipotesi della presenza di un terzo uomo e della messinscena per incastrare Mauro si fa certezza. Nel frattempo Giulia, Luca ed Anna si occupano del sequestro di un ventenne, Gabriele Mattei. In seguito al pagamento del riscatto da parte dei genitori Enrico e Lucia e alla liberazione del ragazzo, Giulia scoprirà che l'organizzatore era un dipendente di un uomo in combutta col figlio, desideroso di mettere le mani sui soldi dei genitori. Roberto ha convinto Rea a riaprire il luogo del delitto: nuovi importanti indizi permettono di scagionare Mauro. I due amici si abbracciano di fronte al carcere, uniti dopo il conflitto: ad osservarli con odio un uomo nascosto in una macchina che sta per avvertire qualcuno, con una telefonata, della scarcerazione di Mauro.
- Altri interpreti: Antonio Petrocelli (Enrico Mattei), Emanuela Rossi (Lucia), Ottavio Amato (Giorgio Liverani), Edoardo Natoli (Gabriele Mattei), Luigi Di Fiore (Pasquale Terenzi).
- Ascolti Italia: telespettatori 7 734 000[4]

## L'usuraio
- Diretto da: Lucio Gaudino
- Scritto da: Paolo Marchesini

### Trama
Dopo la scarcerazione, Mauro si precipita al capezzale di Germana, ancora in coma. Rientra poi al X Tuscolano, festeggiato dai colleghi, e con Roberto segue il caso di una donna, Giorgia Morelli, che è stata ritrovata senza vita dal figlio, all'interno del proprio appartamento. I due scoprono che era una vittima di un usuraio della zona, tale Taddei, che secondo il figlio potrebbe essere l'assassino. Giulia scoprirà che la donna, disperata per la propria situazione, si è in realtà suicidata: è stato il figlio ad occultare le prove per incastrare l'usuraio, pensando così di placare i propri sensi di colpa per aver lasciato sola la madre in quella situazione. Altieri invita Giulia a partecipare alla conferenza stampa per elogiare la collaborazione fra Polizia e Carabinieri nel caso Belli. Rea si scusa con Mauro ed invita Giulia ad andare insieme alla conferenza. Lungo la strada le fa capire quanto gli piace. Mauro assiste al risveglio di Germana: la donna gli dice che ha visto in volto l'uomo che le ha sparato.
- Altri interpreti: Francesco Pannofino (Fausto Taddei), Thomas Trabacchi (Giuseppe Bondi), Moira Grassi (Antonella Oriani), Luigi Di Fiore (Pasquale Terenzi), Gabriele Bocciarelli (figlio della Morelli), Ottavio Amato (Giorgio Liverani), Tullio Sorrentino (proprietario bar), Patrizia Punzo (Marina Stopponi), Raffaella D’Avella (Giorgia Morelli).
- Ascolti Italia: telespettatori 7 433 000[4]

## L'amico del cuore
- Diretto da: Lucio Gaudino
- Scritto da: Barbara Petronio e Leonardo Valenti

### Trama
Proseguono le indagini del capitano Rea e della squadra del distretto per scoprire gli autori del delitto Liverani. Grazie all'identikit fornito da Germana, essi riescono a risalire all'identità dell'omicida: si tratta di tale Terenzi, un uomo che lavorava per i servizi segreti in Somalia. Nel frattempo, Giulia indaga sulla vicenda di un giovane ritrovato in fin di vita dopo aver ingerito un micidiale cocktail di sostanze stupefacenti. Un amico della vittima denuncia lo spacciatore, un certo Buddha, che dovrebbe aver venduto la droga. Questi viene rintracciato tramite internet, e fermato durante un rave-party, al termine di un momento drammatico in cui Anna assume degli stupefacenti e rischia di uccidere Luca. Si scoprirà, però, che non è stato lo spacciatore a fabbricare quelle pasticche.
- Altri interpreti: Francesco Martino (Ivan), Ottavio Amato (Giorgio Liverani), Thomas Trabacchi (Giuseppe Castaldo), Moira Grassi (Antonella Oriani), Luigi Di Fiore (Pasquale Terenzi), Flavio Pistilli (Buddha).
- Ascolti Italia: telespettatori 7 776 000[5]

## Cattiva reputazione
- Diretto da: Lucio Gaudino
- Scritto da:

### Trama
Mauro e Roberto indagano sulla morte di Miriana, una donna di origini slave, con un passato da prostituta, che oltretutto era incinta. Si scoprirà che la vittima nascondeva al marito una doppia vita. Per quale motivo mentiva a suo marito? Dietro all'amara vicenda, gli agenti giungeranno a svelare una tragica verità. Luca ed Anna rintracciano Terenzi, che ora si fa chiamare Enrico Damora, e fanno appena in tempo a salvarlo da un agguato mortale da parte di due motociclisti. Terenzi però riesce a fuggire. Intanto Luca inizia a frequentare Sergio Premoli, già avvocato di Mauro, Ugo si sta preoccupando di far ottenere il permesso di soggiorno ad Adele, la sua fidanzata argentina, Mauro riesce a riottenere l’affido del bambino mentre Francesca decide di andare via di casa quando Roberto le dice che non se la sente di avere un altro figlio.
- Altri interpreti: Alberto Gimignani (Benassi), Patrizia Punzo (Marina Stopponi), Thomas Trabacchi (Giuseppe Castaldo), Moira Grassi (Antonella Oriani), Luigi Di Fiore (Pasquale Terenzi), Francesco Siciliano (Sergio Premoli), Irma Carolina Di Monte (Adele), Stefano Masciarelli (Bastianelli).
- Ascolti Italia: telespettatori 7 205 000[5]

## La legge del cuore
- Diretto da: Lucio Gaudino
- Scritto da: Alessio Billi e Massimiliano Griner

### Trama
Dopo il fallito attentato a Terenzi da parte dei due motociclisti misteriosi, quel che resta sono i proiettili della sparatoria. Nel frattempo Mauro e Roberto si occupano del caso di Patrizia Renda, una ventenne tossicodipendente trovata morta nel parco del Colle Oppio. Il fratello poliziotto, Stefano, è convinto che l'assassino sia uno spacciatore di nome Sanna e pretende di partecipare alle indagini. Sarà il padre, Cesare, incapace di sostenere la messinscena organizzata dal figlio per incastrare lo spacciatore, a confessare cos'è successo davvero quella sera: lui e sua figlia avevano litigato perché Patrizia aveva bisogno di soldi e durante lo scontro la ragazza aveva sbattuto la testa, morendo sul colpo. Rea è invitato a cena da Giulia, che gli apre la porta in lacrime: Sabina e Daniele sono andati via col bambino senza dirle niente. Parmesan e Rea collaborano per scoprire che la pistola di Terenzi ha già sparato due anni prima per uccidere un consigliere comunale.
- Altri interpreti: Peppino Mazzotta (Stefano Renda), Max Mazzotta (Sanna), Turi Catanzaro (Cesare Renda), Francesco Siciliano (Sergio Premoli).
- Ascolti Italia: telespettatori 7 296 000[6]

## Cattivi maestri
- Diretto da: Lucio Gaudino
- Scritto da: Alessio Billi e Massimiliano Griner

### Trama
Roberto e Mauro sono alle prese con un ladro chiamato Fantomas, per via dei suoi straordinari travestimenti, il quale nei panni di un prete ruba a casa di Roberto un regalo destinato a Francesca, di ritorno la sera stessa. Anna e Luca invece seguono il caso di una giovane campionessa di nuoto, Viola Branchet, aggredita dopo un allenamento, nel buio degli spogliatoi ed ha una brutta frattura al braccio e non potrà partecipare ai campionati europei. Roberto riotterrà la refurtiva ma non Francesca che, dopo il viaggio, ha deciso di lasciarlo. Giulia scoprirà invece che Viola si era ferita per non incarnare più i sogni di gloria del padre violento Agostino. Con Rea va avanti l'indagine su Terenzi: il consigliere comunale ucciso due anni prima con l'arma dell'ex militare si era opposto all'acquisizione di un terreno da parte di Liverani. Confrontando due foto Giulia intuisce che quel pezzo di terra senza valore può nascondere un segreto: infatti dagli scavi emergono degli strani fusti.
- Altri interpreti: Antonio Manzini (Agostino Branchet), Chiara Gensini (Viola Branchet), Thomas Trabacchi (Giuseppe Castaldo), Moira Grassi (Antonella Oriani), Diego Verdegiglio (prof. Zapponi), Anna Ferruzzo (moglie di Branchet), Sebastiano Rizzo (Massimo Tesco).
- Ascolti Italia: telespettatori 6 906 000[6]

## Turno di notte
- Diretto da: Lucio Gaudino
- Scritto da: Francesco Balletta

### Trama
Grazie all'indagine congiunta di Polizia e Carabinieri, Giulia e Davide hanno scoperto dodici tonnellate di fusti contenenti rifiuti tossici e cancerogeni nascosti nel terreno acquistato con la mediazione del broker Liverani e costato la vita ad un consigliere comunale ucciso con l'arma di Terenzi. Germana scrive un articolo sull'ecomafia che viene pubblicato in prima pagina e scatena un grande dibattito. Mentre Ugo si danna per organizzare il suo prossimo matrimonio con Adele, Vittoria ed Ingargiola continuano a litigare, Mauro e Roberto indagano sull'omicidio di una ventenne marocchina. Scopriranno che la giovane voleva denunciare il proprio datore di lavoro, per le condizioni di lavoro che impone alle sue operaie, tutte immigrate. Ma non sarà facile dimostrare che è stato proprio l'uomo a volere la morte della marocchina. Terenzi intanto prende a pedinare Germana.
- Altri interpreti: Stefano Ambrogi (Dino Testa), Johara Farley (amica di Aisha), Luigi Di Fiore (Pasquale Terenzi), Thomas Trabacchi (Giuseppe Castaldo), Moira Grassi (Antonella Oriani).
- Ascolti Italia: telespettatori 6 507 000[7]

## Baby gang
- Diretto da: Lucio Gaudino
- Scritto da: Francesco Balletta

### Trama
Mauro e Roberto indagano sul pestaggio di un sedicenne, avvenuto di fronte al suo liceo: il ragazzo è in rianimazione. I due agenti del X Tuscolano scopriranno un'agguerrita baby gang che terrorizza l'istituto rubando i motorini degli studenti, che vengono poi picchiati per obbligarli a non sporgere denuncia. I mezzi vengono poi ricettati dal giovane bidello e da Bruno, l'aspirante capetto della banda, che è in competizione con un suo compagno di classe che diventa il principale sospettato. Ma la vicenda è ancora più complessa di quanto si pensi. Intanto Germana viene avvicinata da Terenzi per un'intervista: l'ex parà si sente in pericolo e vuole raccontarle tutto ciò che sa. La sera stessa la giornalista si reca all'appuntamento, protetta a distanza da Polizia e Carabinieri: sotto i suoi occhi Terenzi viene ucciso dai suoi ex complici, nascosti sul terrazzo di un palazzo vicino.
- Altri interpreti: Luigi Di Fiore (Pasquale Terenzi), Moira Grassi (Antonella Oriani), Francesco Di Leva (Fortunato), Martina Pinto (Silvia).
- Ascolti Italia: telespettatori 6 236 000[7]

## Ritorno a casa
- Diretto da: Lucio Gaudino
- Scritto da: Paolo Marchesini

### Trama
Mauro comunica a Giulia il sospetto che ci sia una talpa fra i Carabinieri, ma il commissario lo ritiene troppo coinvolto e passa l'indagine a Luca e ad Anna. L'agente Gori collabora col capitano Rea alla ricerca del CD-ROM che Liverani voleva dare a Germana senza nessun risultato. Roberto e Mauro si occupano invece del caso di un neonato rapito da una clinica: scopriranno che è stata la giovanissima madre naturale Irma a riprenderselo. Il piccolo è stato venduto ad una facoltosa coppia senza figli: ma il bimbo sta male e sarà Roberto a convincere la donna a farlo curare. Questa storia gli farà capire quanto tiene a Francesca e quanto desideri avere un figlio da lei. Germana recupera dall'officina l'auto che le era stata sequestrata dai Carabinieri per le indagini nell'attentato in cui era stata vittima assieme a Liverani, e per caso estrae dall'autoradio il CD-Rom che quest'ultimo voleva consegnarle poco prima che i due fossero sequestrati dall'ecomafia.
- Altri interpreti: Alexandra Dinu (Irma Daschimir), Cristina Aubry (mamma del bambino), Lauro Versari (padre del bambino), Ottavio Amato (Giorgio Liverani), Luigi Di Fiore (Pasquale Terenzi).
- Ascolti Italia: telespettatori 6 556 000[8]

## Doppia verità
- Diretto da: Lucio Gaudino
- Scritto da: Paolo Marchesini

### Trama
Mauro coinvolge Daniele per decrittare il CD-ROM di Liverani. Giulia decide di coprire i suoi uomini, scatenando le ire del procuratore Altieri che aveva assegnato l'indagine ai Carabinieri. Anche Davide è ferito dalla scelta di Giulia, che però gli spiega i suoi dubbi. Nel frattempo Anna e Luca si confrontano su un delicato caso familiare: una ragazzina di 11 anni, Stella, accusa il proprio patrigno, Alessandro Bonacci, di averla molestata. Intanto i due killer dell'ecomafia escogitano un diabolico piano per sottrarre il CD in possesso del X Tuscolano: fingendosi due carabinieri con la falsa telefonata di Giulia si introducono nel commissariato ed estraggono il CD dal computer prima che questo possa essere decriptato. Mauro, scoperto l'inganno dei due killer si precipita assieme ai suoi colleghi all'inseguimento dei due, durante il quale ne scaturisce una sparatoria davanti al commissariato nella quale una di loro viene uccisa da Parmesan per salvare Mauro messo con le spalle al muro dalla stessa; l'altro, inseguito dall'agente Gori, riesce invece a scappare col CD-ROM.
- Altri interpreti: Sergio Albelli (Alessandro Bonacci), Leonardo De Carmine (Davide Tafuri), Simonetta Solder (Rita), Patrizia Punzo (Marina Stopponi), Fabio Ferrari (Renato Morelli), Paola Minaccioni (moglie di Morelli), Thomas Trabacchi (Giuseppe Castaldo), Moira Grassi (Antonella Oriani), Micol Olivieri (Stella).
- Ascolti Italia: telespettatori 6 305 000[8]

## Fuga disperata
- Diretto da: Lucio Gaudino
- Scritto da: Paolo Marchesini

### Trama
Mauro accusa Anna di essere responsabile della sottrazione del CD-ROM da parte dei falsi carabinieri all'interno del commissariato; ne viene fuori una lite che costerà la sospensione dal servizio per quest'ultima. Rea cerca di capire cos'è avvenuto al X Tuscolano coi due finti carabinieri che hanno sottratto il CD-ROM di Liverani. Altieri è furioso per l'accaduto e toglie il caso a Giulia: Rea però le promette che continueranno a lavorare insieme. Roberto e Luca indagano sulla fuga di un detenuto, evaso dai propri agenti di custodia per preparare un colpo ad un'agenzia di scommesse e partire con la sua compagna per le Filippine. La donna, affetta da un grave tumore al seno, spera di essere salvata da un guaritore locale ed è per questo che l'uomo, fermato dagli agenti, si chiude nel locale minacciando di morte gli ostaggi se entro un'ora non gli vengono consegnati 25.000 euro ed una macchina per l'aeroporto. Giulia revoca la sospensione ad Anna intenzionata a dare le proprie dimissioni riguardo alla lite con Mauro, il quale si scusa con lei e le chiede di non andare via.
- Altri interpreti: Santo Bellina (Enzo Moroni), Glauco Onorato (maggiore Maurizio Sarpi), Thomas Trabacchi (Giuseppe Castaldo), Moira Grassi (Antonella Oriani), Patrizia Punzo (Marina Stopponi).
- Ascolti Italia: telespettatori 6 461 000[9]

## I fantasmi del passato
- Diretto da: Lucio Gaudino
- Scritto da: Barbara Petronio e Leonardo Valenti

### Trama
Una giovane baby-sitter di nome Cristina è uccisa a coltellate dal suo ex fidanzato, tale Serra, un tossicodipendente che le ha sottratto la bimba di tre anni che era con lei. La piccola è la figlia del tenente Nicola Riva, un collega del capitano Davide Rea, che prende parte alle ricerche. Il tossicodipendente è ritrovato nel casale dove Paolo Libero è stato ucciso un anno prima per l'indagine sulla pedofilia (e sull'omicidio del padre di Giulia) e confessa di aver ceduto la bambina ad uno sconosciuto. Giulia affronta Pietro De Santis, ex criminologo in carcere per traffico di minori e per gli omicidi dei genitori di Giulia, del loro capo scorta e di Paolo, l'unico che può sapere chi ha rapito la bambina. Nonostante sia combattuta, Giulia baratta quel nome concedendo a De Santis un trattamento carcerario meno duro e così la bambina viene salvata in tempo. Luca salva l'amico Damiano, ex tossicodipendente, dall'accusa di furto al fruttivendolo per il quale lavora, Giorgio Bucci Intanto Parmesan non riesce a perdonarsi di aver sparato alla ragazza per salvare Mauro e va a visitare la sua tomba al cimitero.
Sabina e il suo fidanzato ritornano a vivere in casa della sorella, Giulia Corsi.
- Altri interpreti: Fabrizio Contri (Pietro De Santis), Giorgio Colangeli (Maurizio, padre di Damiano), Maurizio Tesei (Damiano), Edoardo Sala (Nicola Riva), Veronica Bruni (moglie di Bucci), Stefano Antonucci (Giorgio Bucci), Emanuela Galliussi (amica di Cristina), Andrea Gattinoni (Serra).
- Ascolti Italia: telespettatori 6 090 000[9]

## Chicco e Spillo
- Diretto da: Lucio Gaudino
- Scritto da: Vinicio Canton

### Trama
Due giovani sprovveduti rapinano il negozio di cianfrusaglie di un certo Rino Politi, un pericoloso ricettatore che reagisce facendo sparare da un suo tirapiedi verso la moto in fuga e colpendo uno dei due. Roberto, Luca ed Anna raccolgono la denuncia di Politi, scoprendo poi che l'uomo ha reagito così perché i due rapinatori gli hanno rubato dei preziosi gioielli, nascosti fra la paccottiglia. Il caso si risolverà con la collaborazione dell'informatore Camomilla, che si rivela lo zio di uno dei due, e grazie al tempismo di Roberto che riesce a salvare i due dalla ritorsione del ricettatore. Intanto Parmesan porta a casa di Mauro il biglietto da lui trovato insieme a dei fiori sulla lapide di Nina: è una traccia, seppur labile. Giulia propone a Rea di farsi affiancare nell'indagine da Mauro. I due scoprono che il mittente dei fiori è tale Giuseppe Bondi e corrisponde all'identikit fatto da Anna del falso carabiniere che ha sottratto il CD-ROM di Liverani. Quando arrivano a casa sua l'uomo però si è già dileguato, evidentemente avvertito da qualcuno.
- Altri interpreti: Thomas Trabacchi (Giuseppe Castaldo), Marco Prosperini (Rino Politi), Diego Guerra (Enrico "Chicco" Calloni), Irma Carolina Di Monte (Adele), Bruno Conti (Giacomo De Gregorio).
- Ascolti Italia: telespettatori 6 822 000[10]

## Il giustiziere
- Diretto da: Lucio Gaudino
- Scritto da: Vinicio Canton

### Trama
Mentre Luca ed Anna indagano sull'omicidio di un uomo appena uscito dal carcere dopo una condanna per stupro, Mauro esprime a Giulia la sua rabbia per la sparizione di Bondi e le confessa di essere convinto che la talpa sia lo stesso capitano Rea. Il commissario è lacerato dall'attrazione che prova nei confronti dell'uomo ed i legittimi sospetti di Belli e Ardenzi sull'indagine riguardante l'ecomafia. Mauro e Roberto rintracciano un conoscente di Bondi di nome De Gregorio, titolare di una ditta di trasporti che ha ricevuto molti soldi da Liverani. Interrogato, l'uomo ammette di aver trasportato rifiuti tossici per conto del broker e alla fine cede il numero di cellulare di Bondi, che risulta essere un nome falso. In quel momento al X Tuscolano irrompe Rea, furioso per non essere stato avvertito degli sviluppi nelle indagini. Giulia lo tranquillizza, fingendo che De Gregorio per il momento non ha confessato nulla. In parallelo Giuseppe e Vittoria raccolgono la segnalazione di un'aspirante attrice che ha dovuto pagare 5.000 euro per avere una presunta parte in un film di Vincenzo Salemme il quale collabora a bloccare il truffatore.
- Guest star: Vincenzo Salemme (se stesso).
- Altri interpreti: Francesco Siciliano (Sergio Premoli), Bruno Conti (Giacomo De Gregorio), Giuseppe Oppedisano (Morganti), Damiano Russo (Ivano Frattini).
- Ascolti Italia: telespettatori 6 423 000[10]

## Il prezzo di una vita
- Diretto da: Lucio Gaudino
- Scritto da: Francesco Balletta

### Trama
Mauro e Roberto indagano sull'omicidio dell'avvocato penalista Silvestri avvenuto per mano del suo ex cliente, Giorgio Panessa, un pregiudicato uscito da poco dal carcere. I due agenti rintracciano il covo dell'uomo ma lì ne scoprono il cadavere con la testa fracassata e ventimila euro in tasca. Scopriranno che l'avvocato stava divorziando dalla moglie, anche lei avvocato, che ora condivide lo studio col collega, ex socio del marito, nonché suo amante. Quest'ultimo aveva sfruttato l'odio del marito dell'amante per far uccidere il collega di cui era geloso, salvo poi far fuori anche l'assassino che lo ricattava e gli chiedeva più denaro. Intanto Parmesan ha rintracciato l'indirizzo di Bondi tramite il cellulare dato al suo conoscente. Giulia, Roberto e Mauro organizzano un blitz alla villa di Bondi per catturarlo. Il killer appicca un incendio nella cucina e cerca di scappare quando viene fermato da Giulia all'esterno. Bondi riesce però a disarmarla quando viene colpito dal capitano Rea.
- Altri interpreti: Danilo Nigrelli (avvocato Bruno Cattaneo), Almerica Schiavo (Lucia, moglie di Silvestri), Thomas Trabacchi (Giuseppe Castaldo), Clarita Ziniti Gatto (moglie di Cesare), Claudio Masin (Giorgio Panessa), Marco Rossetti (Carlo Rondelli).
- Ascolti Italia: telespettatori 7 049 000[11]

## Il quarto uomo
- Diretto da: Lucio Gaudino
- Scritto da: Francesco Balletta

### Trama
Giulia e Davide aspettano in ospedale il risveglio di Giuseppe Castaldo (il vero nome di Bondi), vivo per miracolo dopo essere stato ferito da Davide per salvare Giulia. Mauro e Roberto seguono Davide nel sopralluogo nel rifugio di Castaldo; qui Mauro casualmente scopre il frammento di un articolo di giornale scritto in inglese, che consegna a Germana chiedendole di rintracciarne la provenienza: il frammento di foto che accompagna l'articolo ritrae il volto della Oriani. Luca e Anna si occupano del caso di Stefano Grechi, un giovane gay massacrato di botte forse dai compagni della palestra che avevano scoperto la sua diversità. Roberto e Mauro sono sulle tracce di un tossicodipendente che ha aggredito Francesca con una siringa sporca di sangue ferendola ad un braccio nel tentativo di scipparle la borsa, la donna adesso teme di essere stata contagiata dall'HIV. Mauro scopre che nella foto originale dell'articolo di giornale assieme alla Oriani, Castaldo e Terenzi c'è anche il capitano Rea.
- Altri interpreti: Bruno Bilotta (Pietro Venanzi), Alessandro Roja (Stefano Grechi), Thomas Trabacchi (Giuseppe Castaldo), Francesco Siciliano (Sergio Premoli).
- Ascolti Italia: telespettatori 6 812 000[11]

## Caccia alla talpa
- Diretto da: Lucio Gaudino
- Scritto da: Alessio Billi e Massimiliano Griner

### Trama
Mauro mostra a Roberto la foto del Somalipress che ritrae il giovane Rea con la Oriani, Terenzi e Castaldo. I due si precipitano a casa di Giulia, dove scoprono che il Capitano ha trascorso lì la notte. Costretti a tacere date le circostanze, chiedono ad Altieri un nuovo interrogatorio a Castaldo, ma quando arrivano in ospedale è già stato ucciso. L'assassino però ha lasciato dei frammenti di pelle sotto le unghie di Castaldo. Roberto e Mauro mostrano la foto di Rea a Giulia la quale resta scioccata da quanto ha visto. Intanto Luca ed Anna indagano su di un'aspirante soubrette del mondo dello spettacolo di nome Cinzia di cui si è persa ogni traccia dopo che ha saputo di non essere stata scelta come ballerina in un show televisivo. Giulia sempre più convinta di ciò che ha visto escogita uno stratagemma per prelevare un campione di DNA di Rea per poterlo confrontare con le tracce trovate sul cadavere di Castaldo. Intanto Rea capisce che i ragazzi del X Tuscolano gli stanno tendendo una trappola, e quando Giulia, Mauro e Roberto vanno a casa sua per arrestarlo, Rea scappa.
- Altri interpreti: Ciro Scalera (Gigi Anselmi), Francesco Siciliano (avvocato Sergio Premoli), Thomas Trabacchi (Giuseppe Castaldo), Gianni Parisi (Scalia), Raffaella Rea (Bianca).
- Ascolti Italia: telespettatori 7 732 000[12]

## Morte al distretto
- Diretto da: Lucio Gaudino
- Scritto da: Alessio Billi e Massimiliano Griner

### Trama
Giulia non accetta la verità sull'uomo che ama e decide di lasciare la polizia perché si sente fallita sia come donna che come commissario. Roberto le sta vicino e le fa capire invece quanto sia importante come persona e come poliziotto per il commissariato. Luca dopo aver arrestato contro le regole uno spacciatore, Massimo Nardi, che ha percosso il suo amico Damiano, viene interrogato dal vicequestore Severini e dalla Mongoni della disciplinare e quindi sospeso dal servizio con l'accusa di omicidio dato che il ragazzo muore per un sospetto trauma cranico durante l'interrogatorio al quale viene sottoposto. Francesca spiega che il trauma può essere precedente alle 24 ore e manifestarsi in ritardo. Intanto Rea prende a pedinare Giulia ma viene visto da Sabina e scappa.
- Altri interpreti: Nino D'Agata (vicequestore Severini), Alessandra Frabetti (Mongoni), Maurizio Tesei (Damiano), Cristiano Callegaro (Massimo Nardi), Giorgio Colangeli (Maurizio, padre di Damiano), Francesco Siciliano (Sergio Premoli), Patrizia Punzo (Marina Stopponi), Veronica Bruni (moglie di Bucci), Niccolò Centioni (Tommaso), Stefano Sarcinelli.
- Ascolti Italia: telespettatori 7 662 000[12]

## Occhio per occhio
- Diretto da: Lucio Gaudino
- Scritto da: Paolo Marchesini

### Trama
Mentre Roberto e Mauro indagano sul caso di un artista che ha sfregiato due giovani con un solvente usato in pittura, Giulia interroga il tenente Riva, sospettato di complicità nel coprire la sparizione del capitano Rea. Il carabiniere nega fermamente il suo coinvolgimento e il commissario decide di farlo pedinare da Luca ed Anna. Roberto e Mauro riusciranno a ricostruire il delirante proposito di vendetta di un pittore la cui moglie ha perso un occhio a causa di una lattina di birra lanciata da un cavalcavia mentre la loro auto era in transito. I poliziotti salvano l'ultima ragazza di cui l'uomo intende vendicarsi. Intanto Luca ed Anna continuano le ricerche del capitano Rea. Giulia crede di avere finalmente messo le mani su Rea, scoprendo invece che l'uomo a volto coperto non è altro che il suo collega, il tenente Riva. Mauro con molto dolore restituisce il piccolo Pietro al suo padre naturale.
- Guest star: Nicola Pietrangeli (se stesso).
- Altri interpreti: Massimo Zordan (padre di Pietro), Roberta Spagnuolo (signora Rinaldi), Edoardo Sala (Nicola Riva).
- Ascolti Italia: telespettatori 7 546 000[13]

## La scelta
- Diretto da:
- Scritto da: Alessio Billi e Massimiliano Griner

### Trama
Rea si fa vivo con Giulia, dandole appuntamento al luna park per svelare la verità e tutti i retroscena che riguardano la lotta all'ecomafia con tutto il X Tuscolano. All’appuntamento però Rea rischia di essere ucciso da un cecchino ma viene salvato dai poliziotti. Il capitano confessa che con Terenzi, Castaldo e la Oriani faceva parte di una cellula militaristica in Somalia con a capo il maggiore Maurizio Sarpi. Rea stava indagando segretamente su di lui, e infatti aveva scoperto che Sarpi aveva recuperato il CD di Liverani, nascondendolo in cassaforte. Poi aveva ucciso Castaldo per far ricadere la colpa su Rea, nonostante lo avesse allevato come un figlio dopo la morte dei genitori. Rea fa sapere che Sarpi prendeva ordini da un personaggio ignoto, un mediatore che era pagato dagli industriali che scaricavano rifiuti tossici nei terreni. Così Roberto e Mauro si recano a casa di Sarpi per recuperare il CD ma in cassaforte trovano solamente la chiave di una cassetta di sicurezza. Contemporaneamente Giulia, Davide, Luca e Anna si recano nel luogo dell'appuntamento tra Sarpi e il mediatore. Sarpi è avvertito in tempo e rapisce Giulia per riavere indietro la chiave da Davide, il quale cede per salvare la donna che ama e gliela consegna al cimitero. Nonostante la chiave sia recuperata, il mediatore uccide Sarpi, proprio quando Rea e gli altri trovano e liberano Giulia in un casale nei pressi del parco degli acquedotti. Giulia capisce che l'unico che avrebbe potuto avvisare Sarpi, e che sapeva, era il procuratore Marco Altieri e va in Procura ad arrestarlo. Altieri confessa ma senza rivelare dove si trovi il CD e quali siano i suoi contatti. L'episodio si conclude con il matrimonio di Ugo e Adele e l'annuncio di Giulia della sua intenzione di trasferirsi a Trieste con Davide.
- Altri interpreti: Glauco Onorato (maggiore Maurizio Sarpi), Patrizia Punzo (Marina Stopponi), Massimo Zordan (padre di Pietro), Irma Carolina Di Monte (Adele).
- Ascolti Italia: telespettatori 7 261 000[13]